# Айн-аль-Ніссер (нохія)
Айн-аль-Ніссер (араб. ناحية عين النسر) — нохія у Сирії, що входить до складу району Хомс провінції Хомс. Адміністративний центр — с. Айн-аль-Ніссер.
| Сирія | Це незавершена стаття з географії Сирії. Ви можете допомогти проєкту, виправивши або дописавши її. |